# AESE

A AESE Business School é uma escola de negócios portuguesa e foi fundada em 1980 com o apoio do IESE Business School. Oferece programas de formação de executivos, o Executive MBA, programas sectoriais, formações de curta duração e formações customizadas. 
Pertence à rede de escolas do IESE Business School. Tem um acordo de colaboração académica com o IIMA - Indian Institute of Management de Ahmedabad, e colaboração com a Ross School of Business, em Michigan nos EUA, e com a Warwick Business School em Inglaterra. 
Está certificada pela DGERT e tem a acreditação EPAS. Recebeu a ordem do mérito do Presidente da República Portuguesa em 2006. A sede é em Lisboa e tem delegação no Porto.